# 1992-es fedett pályás atlétikai Európa-bajnokság
Az 1992-es fedett pályás atlétikai Európa-bajnokságot Genovában, Olaszországban rendezték február 28. és március 1. között. Ez volt a 22. fedett pályás Eb. A férfiaknál 14, a nőknél 13 versenyszám volt, először rendeztek többpróba-számokban is versenyeket. Ez volt ez első olyan Eb, amit az új, kétévenkénti rendszerben rendeztek meg. Bagyula István rúdugrásban ezüstérmet szerzett.

## A magyar sportolók eredményei
Magyarország az Európa-bajnokságon 8 sportolóval képviseltette magát.
Érmesek
| Érem  | Versenyző      | Versenyszám | Dátum      |
| ----- | -------------- | ----------- | ---------- |
| Ezüst | Bagyula István | Rúdugrás    | március 1. |

## Éremtáblázat
(A táblázatban Magyarország és a rendező nemzet eltérő háttérszínnel kiemelve.)
| Helyezés | Nemzet            | Arany | Ezüst | Bronz | Összesen |
| 1.       | Egyesített Csapat | 12    | 8     | 7     | 27       |
| 2.       | Románia           | 3     | 4     | 1     | 8        |
| 3.       | Olaszország       | 2     | 2     | 1     | 5        |
| 4.       | Nagy-Britannia    | 2     | 1     | 2     | 5        |
| 5.       | Spanyolország     | 2     | 1     | 1     | 4        |
| 6.       | Bulgária          | 1     | 3     | 1     | 5        |
| 7.       | Németország       | 1     | 1     | 4     | 6        |
| 8.       | Franciaország     | 1     | 3     | 1     | 5        |
| 9.       | Svédország        | 1     | 0     | 1     | 2        |
| 9.       | Jugoszlávia       | 1     | 0     | 1     | 2        |
| 11.      | Lettország        | 1     | 0     | 0     | 1        |
| 12.      | Csehszlovákia     | 0     | 1     | 1     | 2        |
| 12.      | Lengyelország     | 0     | 1     | 1     | 2        |
| 14.      | Magyarország      | 0     | 1     | 0     | 1        |
| 15.      | Ausztria          | 0     | 0     | 3     | 3        |
| 16.      | Horvátország      | 0     | 0     | 1     | 1        |
| 16.      | Finnország        | 0     | 0     | 1     | 1        |

## Érmesek
- WR – világrekord
- CR – Európa-bajnoki rekord
- AR – kontinens rekord
- NR – országos rekord
- PB – egyéni rekord
- WL – az adott évben aktuálisan a világ legjobb eredménye
- SB – az adott évben aktuálisan az egyéni legjobb eredmény

### Férfi
| Versenyszám      | Arany                                 | Arany     | Ezüst                                   | Ezüst     | Bronz                                                  | Bronz       |
| ---------------- | ------------------------------------- | --------- | --------------------------------------- | --------- | ------------------------------------------------------ | ----------- |
| 60 m             | Jason Livingston · Nagy-Britannia     | 6,53      | Vitalij Szavin · Egyesített Csapat      | 6,54      | Michael Rosswess · Nagy-Britannia                      | 6,62        |
| 200 m            | Nikolaj Antonov · Bulgária            | 20,41 NR  | Daniel Sangouma · Franciaország         | 20,64     | Alekszandr Goremjkin · Egyesített Csapat               | 21,09       |
| 400 m            | Slobodan Branković · Jugoszlávia      | 46,33     | Andrea Nuti · Olaszország               | 46,37     | David Grindley · Nagy-Britannia                        | 46,60       |
| 800 m            | Luis Javier González · Spanyolország  | 1:46,80   | José Arconada · Spanyolország           | 1:47,16   | Tonino Viali · Olaszország                             | 1:47,22     |
| 1500 m           | Matthew Yates · Nagy-Britannia        | 3:42,32   | Szergej Melnyikov · Egyesített Csapat   | 3:42,44   | Branko Zorko · Horvátország                            | 3:42,85     |
| 3000 m           | Gennaro Di Napoli · Olaszország       | 7:47,24   | John Mayock · Nagy-Britannia            | 7:48,47   | José Luis González · Spanyolország                     | 7:48,92     |
| 60 m gát         | Igors Kazanovs · Lettország           | 7,55      | Tomasz Nagórka · Lengyelország          | 7,69      | Jiří Hudec · Csehszlovákia                             | 7,72        |
| 5000 m gyaloglás | Giovanni De Benedictis · Olaszország  | 18:19,97  | Franc Kaszcjukevics · Egyesített Csapat | 18:25,40  | Stefan Johansson · Svédország                          | 18:27,95 NR |
| Magasugrás       | Patrik Sjöberg · Svédország           | 238 cm    | Sorin Matei · Románia                   | 236 cm    | Ralf Sonn · Németország · Dragutin Topić · Jugoszlávia | 229 cm      |
| Rúdugrás         | Pjotr Bocskarjov · Egyesített Csapat  | 585 cm    | Bagyula István · Magyarország           | 580 cm    | Konsztantyin Szemjonov · Egyesített Csapat             | 560 cm      |
| Távolugrás       | Dmitrij Bagrjanov · Egyesített Csapat | 812 cm    | Konstantin Krause · Németország         | 804 cm    | Jarmo Kärnä · Finnország                               | 796 cm      |
| Hármasugrás      | Leonyid Volosin · Egyesített Csapat   | 17,35 m   | Serge Hélan · Franciaország             | 17,18 m   | Vaszilij Szokov · Egyesített Csapat                    | 17,01 m     |
| Súlylökés        | Alekszandr Bagacs · Egyesített Csapat | 20,75 m   | Alekszandr Klimenko · Egyesített Csapat | 20,02 m   | Klaus Bodenmüller · Ausztria                           | 19,99 m     |
| Hétpróba         | Christian Plaziat · Franciaország     | 6418 pont | Robert Změlík · Csehszlovákia           | 6118 pont | Antonio Peñalver · Spanyolország                       | 6062 pont   |

### Női
| Versenyszám      | Arany                                       | Arany     | Ezüst                                    | Ezüst     | Bronz                                     | Bronz     |
| ---------------- | ------------------------------------------- | --------- | ---------------------------------------- | --------- | ----------------------------------------- | --------- |
| 60 m             | Zsanna Tarnopolszkaja · Egyesített Csapat   | 7,17      | Anelia Nuneva · Bulgária                 | 7,29      | Nadezhda Roshchupkina · Egyesített Csapat | 7,31      |
| 200 m            | Okszana Sztepicseva · Egyesített Csapat     | 23,18     | Iolanda Oanta · Románia                  | 23,23     | Sabine Tröger · Ausztria                  | 23,35     |
| 400 m            | Sandra Myers · Spanyolország                | 51,21     | Olga Brizgina · Egyesített Csapat        | 51,48     | Jelena Goleseva · Egyesített Csapat       | 52,07     |
| 800 m            | Ella Kovacs · Románia                       | 1:59,98   | Inna Jevszejeva · Egyesített Csapat      | 2:00,26   | Jelena Afanaszejeva · Egyesített Csapat   | 2:00,69   |
| 1500 m           | Jekatyerina Podkopajeva · Egyesített Csapat | 4:06,61   | Ljubov Kremljova · Egyesített Csapat     | 4:06,62   | Doina Melinte · Románia                   | 4:06,90   |
| 3000 m           | Margareta Keszeg · Románia                  | 8:59,80   | Tatyjana Szamoljenko · Egyesített Csapat | 9:00,15   | Rita Marquard · Németország               | 9:00,99   |
| 60 m gát         | Ljudmila Narozsilenko · Egyesített Csapat   | 7,82      | Monique Ewanjé-Épée · Franciaország      | 7,99      | Jordanka Donkova · Bulgária               | 8,03      |
| 3000 m gyaloglás | Alina Ivanova · Egyesített Csapat           | 11:49,99  | Ileana Salvador · Olaszország            | 11:53,23  | Beate Anders · Németország                | 11:55,41  |
| Magasugrás       | Heike Henkel · Németország                  | 202 cm    | Sztefka Kosztadinova · Bulgária          | 202 cm    | Jelena Jeleszina · Egyesített Csapat      | 194 cm    |
| Távolugrás       | Larisza Berezsna · Egyesített Csapat        | 700 cm    | Marieta Ilcu · Románia                   | 674 cm    | Ludmila Ninova · Ausztria                 | 660 cm    |
| Hármasugrás      | Inesza Kravec · Egyesített Csapat           | 14,15 m   | Szofija Bozsanova · Bulgária             | 13,98 m   | Helga Radtke · Németország                | 13,75 m   |
| Súlylökés        | Natalja Liszovszkaja · Egyesített Csapat    | 20,70 m   | Szvetla Mitkova · Bulgária               | 20,06 m   | Astrid Kumbernuss · Németország           | 19,37 m   |
| Ötpróba          | Liliana Nastase · Románia                   | 4701 pont | Petra Vaideanu · Románia                 | 4677 pont | Urszula Włodarczyk · Lengyelország        | 4651 pont |